# Banja, Novi Pazar
Banja (izvirno srbsko Бања) je naselje v Srbiji, ki upravno spada pod Mesto Novi Pazar; slednja pa je del Raškega upravnega okraja.

## Demografija
V naselju živi 345 polnoletnih prebivalcev, pri čemer je njihova povprečna starost 34,0 let (34,0 pri moških in 33,9 pri ženskah). Naselje ima 114 gospodinjstev, pri čemer je povprečno število članov na gospodinjstvo 3,74.
Po podatkih popisa iz leta 2002 večino prebivalstva predstavljajo Bošnjaki, a v času zadnjih 3 popisov je opazen porast števila prebivalcev.
|  |

| Demografija | Demografija     | Demografija     |
| Leto        | Št. prebivalcev | Št. prebivalcev |
| ----------- | --------------- | --------------- |
|             |                 |                 |
|             |                 |                 |
|             |                 |                 |
|             |                 |                 |
| 1948        | 116             |                 |
| 1953        | 101             |                 |
| 1961        | 171             |                 |
| 1971        | 169             |                 |
| 1981        | 280             |                 |
| 1991        | 350             | 340             |
| 2002        | 501             | 466             |
|             |                 |                 |

| Etnična sestava po popisu iz leta 2002 | Etnična sestava po popisu iz leta 2002 | Etnična sestava po popisu iz leta 2002 | Etnična sestava po popisu iz leta 2002 | Etnična sestava po popisu iz leta 2002 |
| -------------------------------------- | -------------------------------------- | -------------------------------------- | -------------------------------------- | -------------------------------------- |
| Bošnjaki                               | Bošnjaki                               |                                        | 379                                    | 81,33%                                 |
| Srbi                                   | Srbi                                   |                                        | 79                                     | 16,95%                                 |
| Muslimani                              | Muslimani                              |                                        | 5                                      | 1,07%                                  |
| Črnogorci                              | Črnogorci                              |                                        | 1                                      | 0,21%                                  |
| Hrvati                                 | Hrvati                                 |                                        | 1                                      | 0,21%                                  |
| Rusi                                   | Rusi                                   |                                        | 1                                      | 0,21%                                  |
| Neznano                                | Neznano                                |                                        | 0                                      | 0,0%                                   |